# Hauraki Māori
Hauraki Māori («maoríes de Hauraki») es un grupo de iwis («tribus») maoríes que habitan  alrededor del golfo de Hauraki, en Nueva Zelanda. Incluye Te Patukirikiri, Ngāti Hako, Ngāti Huarere, Ngāti Hei, Ngāi Tai, Ngāti Pūkenga y Ngāti Rāhiri. También incluye los Marutūahu.
Hauraki-Waikato es también una circunscripción electoral creada en 2008 para representar a los maoríes en la Cámara de Representantes de Nueva Zelanda (actualmente por la diputada Nanaia Mahuta).